# Smithsonidrilus expectatus
Smithsonidrilus expectatus är en ringmaskart som beskrevs av Erséus 1993. Smithsonidrilus expectatus ingår i släktet Smithsonidrilus och familjen glattmaskar. Inga underarter finns listade i Catalogue of Life.